# 1992 en chimie
Cet article présente les faits marquants de l'année 1992 en chimie.

## Évènements
- 24e Olympiades Internationales de Chimie, organisées à Pittsburgh aux États-Unis du 11 juillet au 22 juillet[1].

## Prix
- Prix Nobel de chimie : Rudolph Marcus pour ses contributions à la théorie des réactions par transfert d'électrons dans les systèmes chimiques[2].
- Prix Wolf de chimie : John Pople « pour ses contributions révolutionnaires à la chimie théorique, en particulier en développant des méthodes de chimie quantique moderne effectives et largement employées »[3].
- Prix Procter & Gamble : David C. Whitten[4]
- Prix Anselme-Payen : Josef Geier[5]
- Médaille Garvan-Olin : Jacqueline Barton[6]
- Prix Ernest-Guenther : Leo A. Paquette[7]
- ACS Award in Pure Chemistry : Charles M. Lieber[8]
- Arthur C. Cope Award : K. Barry Sharpless[9]
- Prix Irving-Langmuir : John Ross[10]
- Médaille Priestley : Carl Djerassi[11],[12],[13]
- Médaille Davy : Alan Carrington distingué pour la détermination et la caractérisation des spectres moléculaires des espèces transitoires[14],[15].
- Prix Alfred-Bader : J. Bryan Jones[16]
- Grand prix Pierre-Süe : Michel Tournoux[17]
- Grand prix Achille-Le-Bel : Guy Solladié[18]
- Faraday Lectureship : Yuan Tseh Lee[19]
- Claude S. Hudson Award in Carbohydrate Chemistry : Akira Kobata[20]
- Médaille Lavoisier de la Société chimique de France : M. Julia et R. Wey[21],[22]
- Médaille William-H.-Nichols : Koji Nakanishi[23]

## Décès
- 10 avril : Peter Mitchell (né en 1920), chimiste anglais, prix Nobel de chimie en 1978.
- 12 juin : Edgar Bright Wilson Jr. (né en 1908), chercheur et professeur de chimie américain.